# 黑冠噪鹛
黑冠噪鹛（学名：Garrulax milleti），是画眉科噪鹛属的一种，分布于老挝和越南。该物种的保护状况被评为近危。
黑冠噪鹛的栖息地包括亚热带或热带的湿润低地林和亚热带或热带的湿润山地林。